# Застава Америчких Девичанских Острва
Застава Америчких Девичанских Острва је усвојена 1922.
Садржи поједностављени грб САД-а између латиничних слова V (енгл. Virgin - девичански) и I (енгл. Islands - острва).
Орао држи гранчицу у једној и три стрелице у другој канџи.
Три стрелице представљају три главна острва: Сент Томас, Сент Џон и Сент Кроа.
Жута боја на застави представља различите карактеристике острва и цвеће, зелена симболизује брда, бела облаке, а плава воду.